# Moluchacris laevigata
Moluchacris laevigata är en insektsart som beskrevs av Cigliano 1989. Moluchacris laevigata ingår i släktet Moluchacris och familjen Tristiridae. Inga underarter finns listade i Catalogue of Life.